# Tobias (futbolista nacido en 1949)
Tobias (Agudos, Brasil; 13 de mayo de 1949 - 13 de julio de 2024) fue un futbolista brasileño que jugó en la posición de guardameta.

## Equipos
| Periodo   | Club                     |
| --------- | ------------------------ |
| 1967      | EC Noroeste              |
| 1968-1974 | Guarani FC               |
| 1971      | → Sport Recife (cedido)  |
| 1974-1980 | SC Corinthians           |
| 1978      | → CA Paranaense (cedido) |
| 1979      | → AD Leônico (cedido)    |
| 1980      | Sport Recife             |
| 1980      | Bangu AC                 |
| 1981      | Fluminense FC            |
| 1981      | Bangu AC                 |
| 1982-1983 | Rio Negro-AM             |
| 1983      | Campinense Clube         |
| 1985      | AC Paranavaí             |
| 1985      | CA Jalesense             |

## Goles
Anotó un gol en su carrera, cuando era parte del Guarani en un partido ante el Santa Cruz por el Brasileirao de 1974.

## Logros
- Campeonato Paulista: 1977
- Campeonato Paranaense: 1978
- Campeonato Amazonense: 1982